# 万延小判

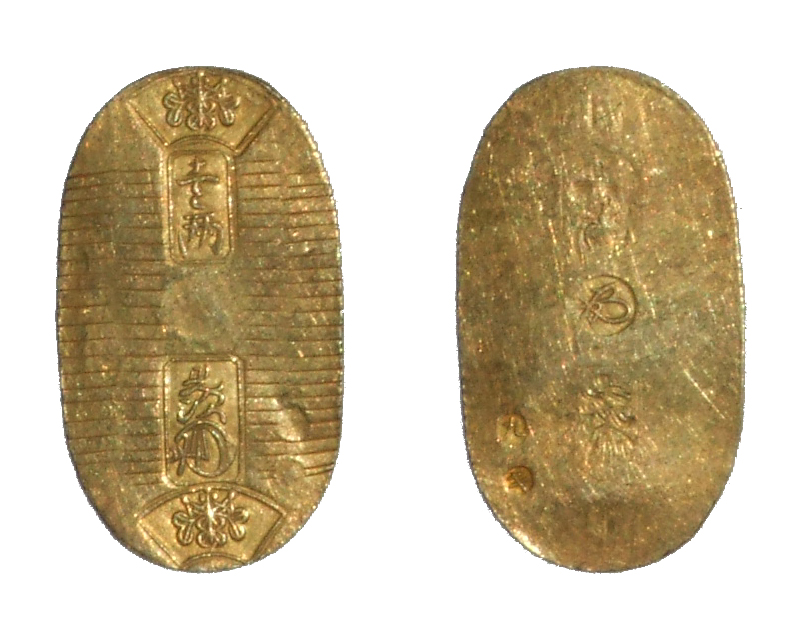
万延小判

万延小判（まんえんこばん）とは、万延元年4月9日（1860年5月29日）から鋳造が始まり翌4月10日（1860年5月30日）より通用開始された一両としての額面を持つ小判である。新小判（しんこばん）あるいは雛小判（ひなこばん）とも呼ばれる。また万延小判および万延一分判を総称して万延金（まんえんきん）と呼ぶ。

## 概要
表面には鏨（たがね）による茣蓙目が刻まれ、上下に桐紋を囲む扇枠、中央上部に「壹两」下部に「光次（花押）」の極印、裏面は中央に花押、下部の左端に小判師の験極印、吹所の験極印が打たれ、年代印は慶長小判と同様に打たれていないが、量目が非常に小さく小型のものであるため、他の小判との区別は容易なものとなっている。
特製の献上小判も作成され、この小判師の験極印、吹所の験極印は意図的に「大」「吉」が打たれている。

## 略史
安政6年6月2日（1859年7月1日）の開港に備えて水野忠徳は日本国内の小判流出予防のため二朱銀を発行したが、外国人大使らの激しい抗議により、短期間での安政小判および二朱銀の鋳造停止に終わった、安政の吹替えであったが、小判の国外流出は僅かな期間に多額に上ったため、ハリスは以下の2案を提案してきた。
- 「1：銀貨の量目を増大させ金銀比価を是正する」
- 「2：小判の量目を低下させて同様に金銀比価を是正する」

1の案はまさに安政の幣制そのものであったが、幕府にもはや「今更何を」と抗議する力はなかった。また、水野忠徳は小判の量目低下は激しいインフレーションを招き、幕府が吹替えによりこれまでに得た利益を帳消しにすることが予想されたため小判吹替えには消極的であった。一方でオールコックは健全な貿易取引促進のため日本の金銀比価の是正させるようハリスに進言した。幕府側は金銀比価の是正手段として金地金の保有高の事情から2の案を採らざるを得なかった。そこで天保小判に対し、品位はそのままで量目を3割以下と大幅に低下させる吹替えを行った。含有金量は慶長小判の約8.1分の一となった。
これにより新小判に対する安政一分銀一両の金銀比価は、ほぼ国際水準である1:15.8となった。新小判の発行に先立ち、安政7年1月（1860年2月頃）に既存の小判は含有金量に応じて増歩通用とされることとなり、以下のような増歩通用となった。
- 保字小判一枚 : 3両1分2朱
- 正字小判一枚 : 2両2分3朱

このため江戸では三倍もの額面の新小判に交換される旧貨幣を所持する者が群衆となって両替商へ殺到し大混乱に陥る騒ぎとなった。これは激しいインフレーションを意味し、物価は乱高下しながらも、激しい上昇に見舞われた。また新小判でさえ鋳造量は少数にとどまり、実際に通貨の主導権を制したのは、さらに一両当りの含有金量が低く、鋳造量が圧倒的に多い万延二分判であった。一両当りの含有金量としては慶長小判の約11.4分の一に低下したことになる。このため幕末期の商品価格表示は流通の少ない小判の代わりに有合せの二分判および二朱判などを直立てとする「有合建（ありあいだて）」が行われるに至った。
この万延二分判にも財政難に悩む各藩による、銀台に鍍金した贋造二分判の製造が横行し、幕府には既に取り締まる力はなかった。
さらに万延元年4月には古金銀の引換割増が以下のように定められた。
- 慶長金、武蔵金 : 100両につき、安政金258両、万延金548両
- 元禄金 : 100両につき、安政金178両、万延金378両
- 乾字金 : 100両につき、安政金135両、万延金317両
- 享保金 : 100両につき、安政金266両、万延金567両
- 元文金 : 100両につき、安政金150両、万延金362両
- 文政金、眞字二分判 : 100両につき、安政金130両、万延金342両
- 草字二分判 : 100両につき、安政金123両、万延金313両
- 五両判 : 100両につき、安政金105両、万延金273両

このような通貨としての「両」の著しい価値低下は幕府の崩壊を示唆するものであった。人々はこの著しく小型化した小判に対し、同情の念をこめて雛小判と称したという。小判の鋳造は慶応3年8月6日（1867年9月3日）まで、一分判は元治元年12月25日（1865年1月22日）に終了し、この万延小判は日本最後の小判となった。なお、万延小判の後、幕府は小判に代わる西洋式の円形コインである三つ葉葵のデザインの一両金貨の発行を計画していたが、実現しなかった。
明治7年（1874年）9月5日の古金銀通用停止をもって廃貨となった。

## 万延一分判
万延一分判（まんえんいちぶばん）は万延小判と同品位、1/4の量目でもってつくられた長方形短冊形の一分判であり、表面は上部に扇枠の桐紋、中央に横書きで「分一」、下部に桐紋が配置され、裏面は「光次（花押）」の極印が打たれている。年代印は打たれていないが他の一分判と比較して著しく小型であり、新一分判（しんいちぶばん）とも呼ばれる。
一分という額面は既に安政一分銀が流通を制していたため、一分判の発行は小判よりもさらに小額にとどまり形式的なものに過ぎなかった。尤も一分判は余にも小型で取扱いが不便であったため鋳造額が少量になったとの見方もある。

## 万延金の量目および品位
| 金銀 | 0.88匁 |
|      |        |

### 量目
小判の規定量目は八分八厘（3.30グラム）であり、一分判は二分二厘（0.82グラム）である。
多数量の実測値の平均は、小判0.88匁（度量衡法に基づく匁、3.30グラム）、一分判0.22匁（同0.83グラム）である。
太政官による『旧金銀貨幣価格表』では、拾両当たり量目1.06894トロイオンスとされ、小判1枚当たりの量目は3.32グラムとなる。

### 品位
規定品位は七十七匁五分位（金56.77%）、銀43.23%である。
明治時代、造幣局により江戸時代の貨幣の分析が行われた。万延金の分析値の結果は以下の通りである。
| 貨種   | 成分 | 規定品位 | 太政官 | ディロン | 甲賀宜政 |
| ------ | ---- | -------- | ------ | -------- | -------- |
| 小判   | 金   | 56.77%   | 57.36% | 57.47%   | 57.25%   |
| 小判   | 銀   | 43.23%   | 42.40% | 42.30%   | 42.35%   |
| 小判   | 雑   | -        | 0.24%  |          | 0.40%    |
| 一分判 | 金   | 56.77%   | 同上   |          |          |
| 一分判 | 銀   | 43.23%   | 同上   |          |          |
| 一分判 | 雑   | -        | 同上   |          |          |

雑分は銅、鉛などである。

## 万延金の鋳造量
『旧貨幣表』によれば、小判は625,050両である。
一分判は41,650両（166,600枚）である。